# Ernst Buchholz (Tennisspieler)

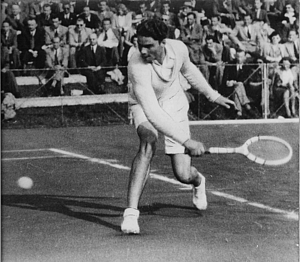
Ernst Buchholz

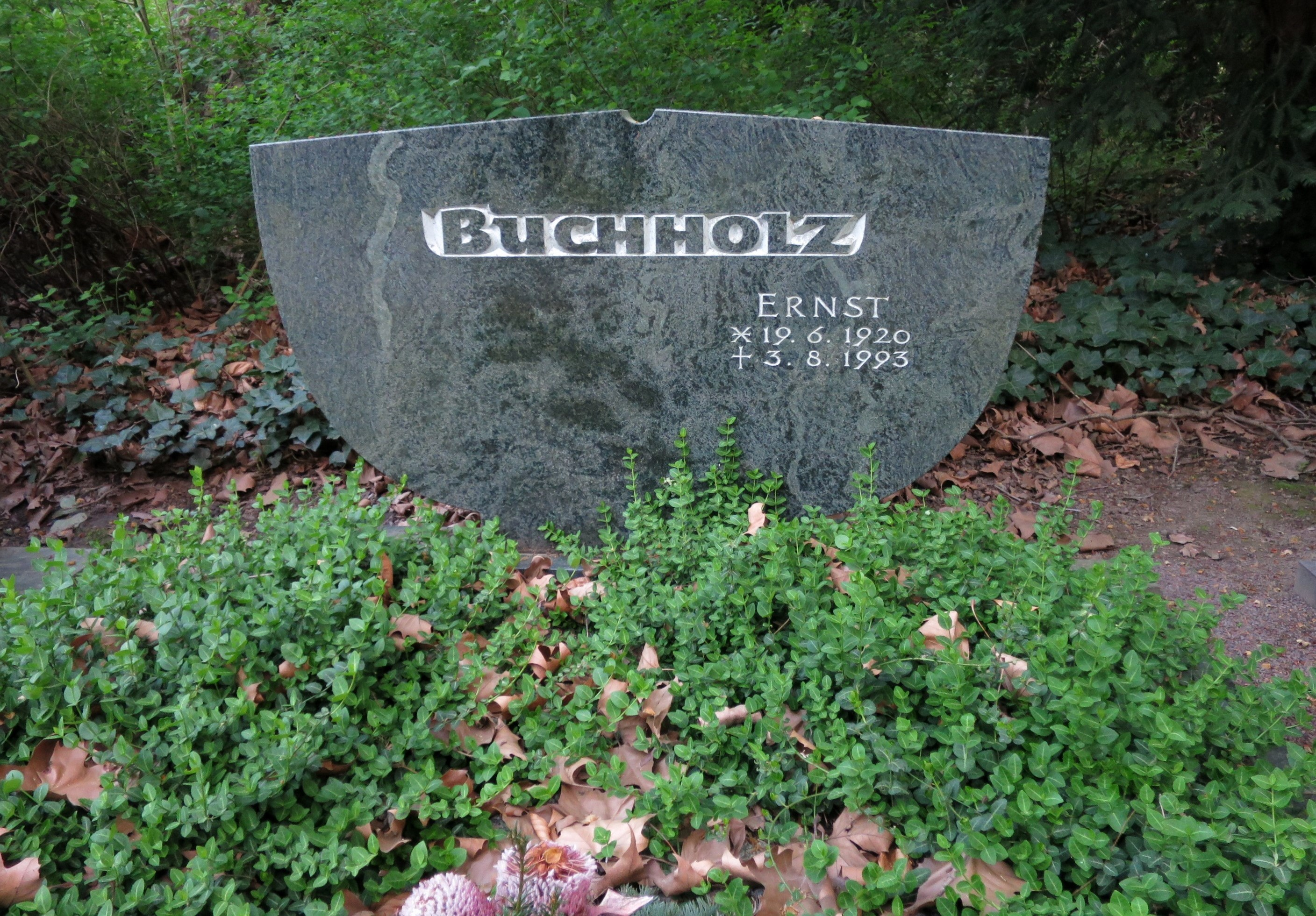
Grab auf dem Südfriedhof

Ernst Buchholz (* 19. Juni 1920 in Köln; † 3. August 1993 ebenda) war ein deutscher Tennisspieler. 
Buchholz gewann achtzehn deutsche Meistertitel im Einzel und im Doppel, er spielte 21 Mal für Deutschland im Davis Cup, fünfmal im Kings Cup (europäischer Team-Wettbewerb im Tennis, 1936–1985) und erreichte im Jahr 1951 zusammen mit Gottfried von Cramm das Viertelfinale im Doppel der Lawn Tennis Championships in Wimbledon.
Seine Grabstätte befindet sich auf dem Kölner Südfriedhof (Flur 2 Nr. 68/69).

## Ehrungen
- 1950: Silbernes Lorbeerblatt